# الجمعية الأمريكية للتغذية
تعد الجمعية الأمريكية للتغذية هي الجمعية الأولى في الولايات المتحدة التي تضم الباحثين والمهنيين المتخصصين في مجال التغذية, إلى جانب أنها تتولى نشر مجلتين دوريتين رائدتين في هذا المجال. وتعد الجمعية إحدى الجمعيات الأعضاء في اتحاد الجمعيات الأمريكية المعنية بالبيولوجيا التجريبية
وقد نشرت الجمعية الدورية الأولى المتخصصة في هذا المجال دورية الأغذية, منذ عام 1928 وقد حققت هذه الدورية معدل تأثير بلغ 3.77 مما جعلها تحتل المرتبة الثالثة من بين مثيلاتها التي تصدر في مجال الدوريات المتخصصة في مجال الأغذية. كما نشرت الجمعية بعد ذلك الدورية الأمريكية للتغذية السريرية, منذ عام 1952 وقد حققت هذه الدورية معدي تأثير بلغ 6.6 مما جعلها تحتل المرتبة الأولى من بين مثيلاتها التي تصدر في مجال الدوريات المتخصصة في مجال الأغذية.

## وصلات خارجية
- الموقع الرسمي